# Ormosia bopiensis
Ormosia bopiensis är en ärtväxtart som beskrevs av James Francis Macbride. Ormosia bopiensis ingår i släktet Ormosia och familjen ärtväxter. Inga underarter finns listade i Catalogue of Life.